# Brega funk
Sous-genres
Batidão romântico
Le brega funk est un genre musical ayant émergé de la brega, à la jonction de l'eletrobrega et du funk carioca, qui a émergé en 2011 à Recife, Pernambuc, au Brésil,.

## Histoire
Le brega funk voit le jour à Recife, au Pernambouc, vers 2011, lorsque des MC locaux ont commencé à combiner des chansons de funk avec des rythmes eletrobrega, avec Sheldon, Cego, Tocha, Dadá Boladão et Tróia comme principaux représentants.
Le genre se fait connaître au niveau national en 2018 lorsque le titre Envolvimento de MC Loma e as Gêmeas Lacração devient l'un des titres les plus joués au niveau national cette année-là. Peu après, plusieurs artistes de brega funk acquièrent une répercussion nationale, comme Jerry Smith, Mila et Thiaguinho MT, ainsi que des artistes d'autres genres commencent à incorporer le style dans leurs chansons, comme Pabllo Vittar, Psirico et Anitta.
En 2019, la chanson Hit Contagiante de Kevin the Chris et Felipe Original devient la deuxième chanson la plus jouée au Brésil sur la plateforme Spotify tandis que la chanson Vem me Satisfazer de MC Ingryd, également une chanson originale de brega funk, atteint la quatrième position. Supérieure à celles-ci, Surtada (Remix), de Tati Zaqui et Dadá Boladão, devient la première chanson du genre à occuper le sommet des charts brésiliens, et est restée la plus jouée dans le pays pendant trente-cinq jours et peu après, il est remplacé par Tudo Ok de Thiaguinho MT et Mila, qui occupe le sommet pendant trois jours.
Le succès du brega funk incite Spotify à lui consacrer un documentaire en 2020, intitulé O Brega Funk vai dominar o mundo, dans le cadre de la série Música pelo Brasil. En 2020, le genre est devenu le plus joué au Carnaval dans tout le Brésil, dépassant axé, pagode baiano, samba et funk carioca. En plus des musiciens de brega funk, les chansons nationales et internationales reçoivent des remixes dans le style par certains producteurs du genre, tels que JS Mão de Ouro.